# ガブリエル・ルパーヌ
ガブリエル・ルパーヌ（Gabriel Rupanu、1997年9月28日 - ）は、スーペルリーガ、SCMラグビー・ティミショアラに所属するラグビーユニオン選手。

## プロフィール
- ルーマニア・プリサカー二出身[1]。
- ポジションはスクラムハーフ(SH)。
- 身長 176cm、体重 73kg
- ルーマニア代表キャップは19（2024年12月現在）でラグビーワールドカップ2023のルーマニア代表に選ばれた[2]。

## 略歴
RCバルラードを経て、2017年、SCMラグビー・ティミショアラに加入。